# 祐溪街道
祐溪街道，是中华人民共和国贵州省铜仁市沿河土家族自治县下辖的一个街道办事处。
2019年10月24日，设置祐溪街道。祐溪街道辖原团结街道黄板社区、狮马社区、谢家社区、坝坨社区、曾子社区和原淇滩镇沙沱社区、天宫井村、皂渡村、腊园村、白果树村和原中界镇陡滩村、联山村。

## 行政区划
祐溪街道下辖以下地区：
黄板社区、狮马社区、谢家社区、坝坨社区、曾子社区、沙沱社区、天宫井村、皂渡村、腊园村、白果树村、陡滩村、联山村。